# Un salto nel buio
Un salto nel buio (Tales from the Darkside), conosciuta anche col titolo Codice mistero, è una serie televisiva statunitense del 1984 ideata dal regista e sceneggiatore George A. Romero e composta da 90 episodi autoconclusivi di circa 20 minuti l'uno. La serie venne preceduta un episodio pilota, intitolato Il primo penny, trasmesso il 29 ottobre 1983.
Gli episodi, generalmente a tematica horror o thriller, hanno soggetti firmati, tra gli altri, da autori quali Stephen King, Clive Barker, Michael McDowell, Michael Bishop, oltre che dallo stesso Romero. Tra i registi che si sono cimentati nel dirigere gli episodi si ricorda Jodie Foster alla sua prima regia, Tom Savini il celebre effettista di molte pellicole di Romero con l'episodio "Inside the closet" (Dentro l'armadio) e fra i numerosi attori che hanno interpretato i diversi personaggi E.G. Marshall, Tippi Hedren, Christian Slater, Seth Green, Colleen Camp, Jean Marsh, Jerry Orbach, Victor Garber, Carolyn Seymour, Jeff Conaway e Robert Forster.
Alla serie seguì il film ad episodi I delitti del gatto nero del 1990 diretto da John Harrison.

## Episodi
La serie è stata trasmessa negli Stati Uniti a partire dal 28 settembre 1984 in Syndication. In Italia è andata in onda dall'aprile 1988 su Odeon TV.
| Stagione         | Episodi | Prima TV originale | Prima TV Italia |
| ---------------- | ------- | ------------------ | --------------- |
| Prima stagione   | 24      | 1984-1985          | 1988            |
| Seconda stagione | 24      | 1985-1986          |                 |
| Terza stagione   | 22      | 1986-1987          |                 |
| Quarta stagione  | 20      | 1987-1988          |                 |